# Thailändische Badmintonmeisterschaft 1973
Die Thailändische Badmintonmeisterschaft 1973 fand vom 13. bis zum 16. Juli 1973 in Bangkok statt. Es war die 22. Austragung der nationalen Meisterschaften von Thailand im Badminton.

## Titelträger
| Disziplin    | Sieger                                 |
| ------------ | -------------------------------------- |
| Herreneinzel | Bandid Jaiyen                          |
| Dameneinzel  | Petchroong Liengtrakulngam             |
| Herrendoppel | Bandid Jaiyen Sangob Rattanusorn       |
| Damendoppel  | Pachara Pattabongse Sumol Chanklum     |
| Mixed        | Chirasak Champakao Pachara Pattabongse |

Anmerkungen
Die genannten Quellen listen in drei Disziplinen unterschiedliche Sieger. Badmintonthai führt Thongkam Kingmanee im Dameneinzel, Thongkam Kingmanee und Sirisriro Patama im Damendoppel sowie Pornchai Sakuntaniyom und Thongkam Kingmanee im Mixed als Meister.